# 楊材 (萬曆進士)
楊材（1563年—？），號沌生，南直隸安慶府懷寧縣人，明朝政治人物。

## 生平
治易经。萬曆十三年（1585年）乙酉科應天鄉試舉人，十七年己丑科會試第二百三十五名，未廷試，萬曆二十年（1592年）登壬辰科第三甲第五十一名進士，工部觀政，六月初授福建漳浦縣知縣，二十六年升戶部主事，管下粮厅，二十七年十一月解銀遼東，二十八年調兵部主事，二十九年升员外郎，三十年升郎中，本年七月丁憂休致，三十四年起補吏部稽勳司郎中，五月調吏部考功司郎中，同年七月再遷吏部文選司郎中，三十五年养病。
泰昌元年（1620年）起升南京太常寺少卿，天啓二年（1622年）四月調北太常寺少卿，改两淮運使，十二月任通政使司右通政，三年二月因南京科道拾遺，調用南京。

## 家族
曾祖楊廷秀；祖父楊貴（楊實）；父楊鑑，封知縣。